# Slaget ved Warns
Slaget ved Warns (frisisk: Slach by Warns, hollandsk: Slag bij Warns) var et slag under den frisisk-hollandske krig mellem grev Willem IV af Holland og friserne, der fandt sted den 26. september 1345. Markering af kampen på den årlige mindedag er vigtig for mange nationalistiske frisere.

## Baggrund
Efter, at de hollandske grever afsluttede deres erobring af Vestfrisland, planlagde de erobringen af Mellemfrisland, det meste af den nuværende provins Friesland i Nederlandene.
I 1345 forberedte William IV, greve af Holland, en militær aktion for at erobre Mellemfrisland, krydsede Zuiderzee med en stor flåde og fik hjælp fra franske og flamske riddere, hvoraf nogle lige var kommet tilbage fra et korstog.
Han satte sejl i Enkhuizen for at krydse Zuiderzee sammen med sin onkel Jan van Beaumont og landede nær Stavoren og Laaxum. De planlagde at bruge Sint-Odulphus klosteret nær Stavoren som en befæstning. Hollandske riddere bar rustning, men havde ingen heste, da der ikke var plads nok i skibene, der var fulde af byggematerialer og forsyninger. Williams tropper satte ild til de forladte landsbyer Laaxum og Warns og begyndte at rykke videre frem mod Stavoren.

## Slaget
På landskabet omkring Warns blev den hollandske greve angrebet af de lokale indbyggere. Med deres tunge rustning var ridderne ingen match for de rasende frisiske bønder og fiskere. Den vej, som de hollandske riddere valgte at flygte, førte direkte til Reaklif (de Røde Klipper). Der flygtede de ud i en sump, hvor de blev afgørende slået. Deres kommandør William IV af Holland blev dræbt. Da Jan van Beaumont hørte, hvad der var sket, beordrede han et tilbagetog tilbage til skibene. De blev forfulgt af friserne, og kun få nåede tilbage til Amsterdam.
Nederlaget blev fremmet af en række taktiske fejl fra hollændernes side. For det første delte de deres kræfter i to. William landede nord for Stavoren og hans onkel Jan landede sydpå.
Derudover fortsatte William angrebet i hast uden at vente på sine bueskytter. Med en lille gruppe på 500 mænd kom han til Sankt Odulphus-klosteret, fordi friserne med vilje trak sig tilbage. Efterfølgende afskar de Willem fra hovedparten af hans tropper og kunne derved lettere besejre ham.
Efter, at grev Willem var blevet nedkæmpet, vendte de sig mod hans hovedtropper, der ikke kunne flygte, fordi skibene var uden for kysten. Da disse tropper blev besejret, angreb friserne Jan van Beaumont. Han havde ikke deltaget før da. Frierne kunne slå ham, fordi hans lejr blev valgt dårligt med havet i ryggen således, at hans hær ikke kunne trække sig tilbage. Friserne tog kampen med hollanderne i vandet, hvor de slog dem ned.

## Mindedag
Slaget ved Warns blev årligt fejret den 26. september indtil det 16. århundrede, derefter flyttede det til den sidste lørdag i september, hvor det fejres i dag af nationalistiske frisere. Der er et monument på Reaklif i Warns siden 1951, en stor iskalig uregelmæssig med teksten "leaver dea as slaef" (hellere død end slave). Vejen til Scharl kaldes stadigvæk "den ferkearde wei" (den forkerte vej) af de lokale indbyggere, fordi det var den vej, de hollandske riddere valgte og som førte til deres undergang.